# کالک (کلن)
کالک (به آلمانی: Köln-Kalk) یک منطقهٔ مسکونی در آلمان است که در کلن واقع شده‌است. کالک ۳۸٫۲ کیلومتر مربع مساحت و ۱۰۹٬۰۴۵ نفر جمعیت دارد.